# Placenta acreta
Placenta acreta é a denominação que se dá à placenta que se adere anormalmente à decídua ou à parede uterina. É uma complicação obstétrica grave. A placenta geralmente se desprende da parede uterina de forma relativamente fácil ao final do parto, durante o alumbramento. A placenta acreta impede o útero de contrair-se de volta ao tamanho normal, o que causa importante sangramento. Geralmente requer um raspado cirúrgico (curetagem) para remover completamente a placenta. Quando a placenta penetra mais fundo no útero pode ser necessário remoção do útero (histerectomia) para conter a hemorragia.
O acretismo placentário afeta aproximadamente 1 em cada 250 gravidezes.

## Variantes
Existem três formas de acretismo placentário, de acordo com as distintas pela profundidade da penetração:
- Placenta acreta: Quando a placenta que penetra na decídua, mas não o miométrio (músculo uterino).
- Placenta increta: Quando a placenta penetra até a musculatura do útero (miométrio), mas não a serosa.
- Placenta percreta: Quando a placenta ultrapassa o miométrio e atinge a serosa (peritônio visceral).

## Causas
Ao nidar, o óvulo normalmente se detém na camada esponjosa, encontrando em seu rico plexo vascular o suprimento de suas necessidades alimentares. Detém-se por encontrar como resistência à sua progressão a decidualização normal da superfície uterina. É, então, em local de deficiente decidualização que se desenvolve grau variável de acretismo placentário. 
Tal conformação tem especial importância no momento da dequitação: por ser constituída por tecido frouxo (semelhante a um rendilhado ou aos picotes existentes entre selos), facilita a separação natural da placenta logo após ao parto. Nas porções mais baixas do útero, assim como nas áreas em que o endométrio estiver adelgaçado, lesado, fibrosado ou ausente, ocorreria penetração trofoblástica excessiva, resultando numa placenta muito aderente, incapaz de descolar durante o parto.

## Diagnóstico
A placenta acreta é muito raramente reconhecida antes do nascimentos, sendo muito difícil de ser diagnosticada. Os médicos geralmente não estão treinados para detectar placenta acreta no ultrassom nem nos cursos de especialização em obstetrícia e cirurgia. Pode-se detectar com ressonância magnética, mas esse estudo caro está disponível em poucos hospitais e não é feito de rotina a todas as grávidas como o ultrassom. Em alguns casos pode-se observar níveis séricos aumentados de alfafetoproteína, embora isso possa ser um indicador de muitas outras doenças.

## Tratamento
Quando é detectada precocemente se indica uma cesária, mas o diagnóstico precoce é difícil. Quando a placenta não invade o útero profundamente está indicada a curetagem uterina. Uma alternativa é embolizar os vasos pélvicos ou ligar as artérias uterinas. Quando a penetra o miométrio se indica a retirada do útero (histerectomia). A perda de sangue intensa exige reposição de fluídos com soros ou transfusão de sangue. Ocitocina para contrair o útero e antibióticos profiláxicos são utilizados no tratamento pós-cirúrgico.

## Fatores de risco
Esta condição está associada aproximadamente com 10% dos casos de placenta prévia, e possui incidência aumentada com a presença de tecido cicatricial de uma secção cesariana prévia. Uma fina decídua também pode ser um fator contribuinte para esta invasão trofoblástica. Alguns estudos sugerem que a taxa de incidência é maior quando o feto é feminino.